# Бочелли, Андреа
Андре́а Боче́лли (итал. Andrea Bocelli; 22 сентября 1958, Лаятико, Тоскана, Италия) — итальянский певец, исполнитель классической и популярной музыки. Популяризатор оперной музыки.

## Биография
Андреа Бочелли родился в деревне Лаятико (регион Тоскана), недалеко от города Пизы. Детские годы Бочелли проходили на родительской ферме, с ранних лет он начал учиться играть на фортепиано, а также на флейте и на саксофоне.
Певец с детства испытывал проблемы со зрением из-за глаукомы, перенеся 27 операций на глазах. Окончательно ослеп в 12 лет после того, как во время игры в футбол ему в голову попали мячом.
Будучи подростком, Андреа выиграл несколько вокальных конкурсов, а также был солистом в школьном хоре. После окончания школы окончил юридический факультет университета в Пизе, получил диплом юриста.
Для Бочелли, поглощённого оперной музыкой, мечтой и целью всей жизни было желание стать великим тенором. Молодого человека взял в ученики Франко Корелли. Это произошло в Турине, куда Андреа приехал в поисках осуществления мечты. На этом карьера юриста была окончена. Таким образом, молодой тенор начал серьёзное обучение вокалу днём, а по ночам зарабатывал себе на жизнь выступлениями в ресторанах.
1992 год стал решающим для молодого тенора. Андреа успешно прошёл прослушивание у итальянской рок-звезды Дзуккеро. Демозапись песни попала к Лучано Паваротти. В 1994 году Бочелли успешно дебютировал на музыкальном фестивале в Сан-Ремо. В сентябре Паваротти лично пригласил молодого тенора для участия в концертной программе в своем родном городе — Модене. В этом же году, в канун Рождества, Андреа Бочелли был удостоен чести выступить перед Папой Римским.
В 1995 году Андреа дал концерты во многих странах Европы, в столицах и крупных городах. Его голос звучал в Германии, Нидерландах, Испании, Франции и Бельгии. Он пел с Брайаном Ферри и с Джоном Майлзом, а также с поддержкой хора и симфонического оркестра. Концерты этого периода посетило около полумиллиона человек.
Поскольку Андреа Бочелли певец не только оперный, но и эстрадный, он записал альбом «Bocelli», который сразу после выхода занял первые строчки в чартах Германии, Бельгии, Италии и Франции. В разных странах этот альбом многократно становился платиновым. Третий по счету альбом «Romanza» так же, как и предыдущие два, произвел фурор, и теперь Андреа Бочелли обрел всемирную известность. В Соединенных Штатах Америки, где Андреа Бочелли очень почитаем, билет на его концерт стоит от 250 до 500 долларов.

## Личная жизнь
В 1987 году Андреа познакомился со своей будущей женой Энрикой Чензатти. Они обвенчались 27 июня 1992 года. 22 февраля 1995 года у пары родился сын Амос, 8 октября 1997 года — второй сын — Маттео. В связи с почти постоянным отсутствием супруга дома Энрика подала на развод (имеется в виду развод в государственных органах, а не аннулирование католического брака) и получила его в 2002 году.
В 2002 году Андреа встретил свою нынешнюю жену Веронику Берти, дочь итальянского баритона Ивано Берти, которая ныне работает в качестве импресарио Бочелли. В марте 2012 года у них родилась дочь Вирджиния. 

## Дискография

### Альбомы

#### Студийные альбомы
- 1994: Il Mare Calmo della Sera
- 1995: Bocelli
- 1997: Viaggio Italiano
- 1998: Aria — the opera album
- 1999: Sogno
- 1999: Arie sacre
- 2000: Verdi
- 2001: Cieli di Toscana
- 2002: Sentimento
- 2004: Andrea
- 2006: Amore
- 2008: Incanto
- 2009: My Christmas
- 2011: Notte Illuminata
- 2013: Passione
- 2015: Cinema
- 2018: Sì
- 2020: Believe

#### Концертные альбомы
- 2007: Under The Desert Sky
- 2007: Vivere. Live in Tuscany
- 2009: My Christmas Special
- 2011: Concerto: One Night In Central Park
- 2013: Love in Portofino
- 2016: Cinema

#### Компиляции
- 1997: Romanza
- 2007: The Best of Andrea Bocelli: Vivere
- 2010: Carmen: Duets & Arias
- 2012: Opera

#### Участие в альбомах
- 1997: A Hymn for the World
- 1998: A Hymn for the World 2 (Voices From Heaven)
- 2000: Requiem (Verdi)'

#### Оперы
- 1995 — «Богема» (Дж. Пуччини), дирижёр Зубин Мета (Родольф)[2]
- 2001 — «Тоска» (Дж. Пуччини), дирижёр Зубин Мета (Каварадосси)[2]
- 2003 — «Трубадур» (Верди), дирижёр Стивен Меркурио (Манрико)[2]
- 2004 — «Вертер» (Массне), дирижёр Ив Абель (Вертер)[2]
- 2005 — «Кармен» (Бизе), дирижёр Чон Мён Хун[2]
- 2006 — «Паяцы» (Леонкавалло), дирижёр Стивен Меркурио (Канио)[2]
- 2006 — «Сельская честь» (Масканьи), дирижёр Стивен Меркурио (Туридду)[2]
- 2010 — «Андре Шенье» (Джордано), дирижёр Марко Армильято (Андре Шенье)

### Синглы
https://musicvideo.fandom.com/wiki/%27O_Mare_E_Tu
| - 1995: «Vivo per lei» (с Giorgia) - 1996: «Vivo per lei/Vivo por ella» (с Marta Sánchez) - 1996: «Con te partirò/Time to Say Goodbye» (с Сарой Брайтман) - 1997: «Vivo per lei/Ich lebe für sie» (с Джуди Вайс) - 1997: «Vivo per lei/Je vis pour elle» (с Элен Сегара) - 1997: «Musica è» (с Эросом Рамаццотти) - 1999: «The Prayer» (с Селин Дион) - 1999: «Nel cuore lei» (с Эросом Рамаццотти) - 1999 «O mare e tu» (с Дульче Понтес) - 2001: «L’Abitudine» (с Хеленой Хелльвиг) - 2004: «Con te partiro» (с Грегори Лемаршаль) - 2006: «Somos Novios (It’s Impossible)» (с Кристиной Агилерой) - 2006: «Because We Believe» (с Marco Borsato) - 2006: «Ama credi e vai» (с Джанной Наннини) - 2006: «Canzoni Stonate» (с Стиви Уандером) - 2007: «Dare to live» (с Лаурой Паузини) - 2008: «Vive Ya» (с Лаурой Паузини) - 2009: «What Child Is This» (с Мэри Джей Блайдж) - 2010: «Bridge over Troubled Water» (с Мэри Джей) - 2015: «E Piu Ti Penso» (с Арианой Гранде) - 2017: «Perfect» (с Эдом Шираном) - 2018: «If Only» (с Дуа Липа) - 2021: «Canto della terra» (с Тина Кароль) - 1994: «Il mare calmo della sera» - 1995: «Con te partirò»/«Vivere» - 1995: «Macchine da guerra» - 1995: «Per amore» - 1999: «Ave Maria» - 1999: «Canto della Terra» - 2001: «Melodramma» - 2001: «Mille Lune Mille Onde» - 2004: «Dell’amore non si sa» - 2004: «Un nuovo giorno» - 2009: «White Christmas/Bianco Natale» |

### CD/DVD packages
- 1998: A Night in Tuscany
- 2000: Sacred Arias: The Home Video
- 2002: Tuscan Skies (Cieli di Toscana)
- 2006: Credo: John Paul II
- 2006: Under the Desert Sky
- 2008: Vivere Live in Tuscany
- 2008: Incanto The Documentary
- 2009: My Christmas Special
- 2011: Concerto. One Night in Central Park
- 2013: Love in Portofino

## Награды
- Великий офицер ордена «За заслуги перед Итальянской Республикой» (6 февраля 2006 года)[3]
- Гранд-офицер ордена «За заслуги Санчеса, Дуарте и Меллы» Доминиканской Республики за вклад в мировое искусство и культуру (2009)[4]
- Звезда на голливудской «Аллее Славы» за вклад в театральное искусство (оперу) (2 марта 2010 года)[5]
- Лауреат премии «World Music Awards» в номинации «Лучший классический артист» (2010)[6][7]
- Золотая медаль «За заслуги» Республики Сербия (2022)[8]

## Книги
- Бочелли, Андреа. Музыка тишины / Пер. с ит. С. Рюриковой. — М.: РИПОЛ Классик, 2012. — 320 с. — 5000 экз. — ISBN 978-5-386-04020-8.

## Фильмы
На основе книги «Музыка тишины» снят одноимённый художественный фильм.